# Santa Coloma d'Andorra
|  | Per a altres significats, vegeu «Església de Santa Coloma (Andorra la Vella)». |

Santa Coloma d'Andorra, oficialment Santa Coloma, és un nucli de població del Principat d'Andorra situat a la parròquia d'Andorra la Vella. L'any 2009 tenia 2.994 habitants.
Igual que de la resta de la parròquia, les dades històriques conservades són molt generals. Se sap que Santa Coloma va ser canviada al segle X per Borrell II per altres territoris en la Cerdanya i l'Alt Urgell, possessions del bisbe d'Urgell. Va ser la primitiva parròquia d'Andorra, tal com apareix en l'acta de consagració de la Seu d'Urgell (1007) en la qual se cita Andorra cum Sancta Columba.

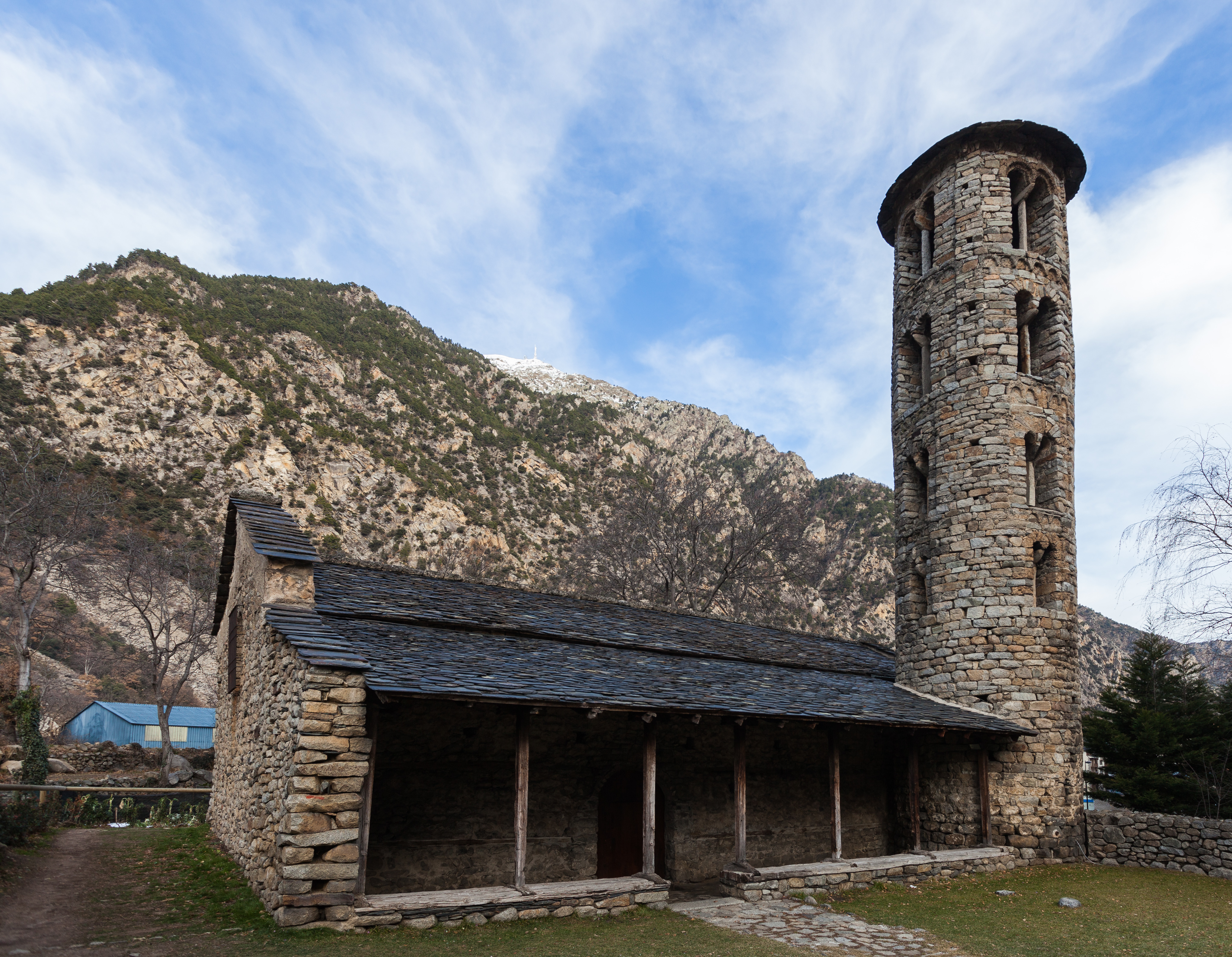
Església de Santa Coloma d'Andorra.

El poble és molt conegut per la seva església parroquial preromànica de Santa Coloma, esmentada ja el 839, amb el campanar cilíndric que constitueix la seva característica més destacada. El conjunt històric de Santa Coloma, inclosa la seva església i la de Sant Vicenç d'Enclar, va ser proposat com a Patrimoni de la Humanitat el 1999 en la categoria de patrimoni cultural.
La visita a l'església de Santa Coloma es complementa amb l'Espai Columba, inaugurat el 2019, on s'exposen les pintures romàniques originals.
També es troba a Santa Coloma l'anomenada Casa dels Russos, concebuda com a nucli d'un enclau georgista.
Santa Coloma d'Andorra és la seu de l'Arxiprestat d'Andorra. S'hi troba la seu social de diverses institucions de l'església andorrana, com per exemple Càrites.